# Gynoplistia zebrata
Gynoplistia zebrata là một loài ruồi trong họ Limoniidae. Chúng phân bố ở miền Australasia.